# Студнева, Марина Гурьевна
Мари́на Гу́рьевна Сту́днева (в девичестве — Бабе́нко; род. 2 февраля 1959, Псков, РСФСР, СССР) — советский гребец, бронзовый призёр Олимпийских игр. Заслуженный мастер спорта СССР (1981).

## Карьера
На Олимпиаде в Москве Марина в составе распашной четвёрки с рулевым завоевала бронзу.
Пятикратная чемпионка СССР, трёхкратная чемпионка мира (1981—1983).
Победитель международных соревнований «Дружба-1984», чемпионка мира по ветеранам 1991—1992 годов.